# Ami Tokitō
 (mai 2014).
Si vous disposez d'ouvrages ou d'articles de référence ou si vous connaissez des sites web de qualité traitant du thème abordé ici, merci de compléter l'article en donnant les références utiles à sa vérifiabilité et en les liant à la section « Notes et références ».
Ami Tokitō (時東 ぁみ, Tokitō Ami, née le 25 septembre 1987) est une idole japonaise, chanteuse, actrice, et mannequin spécialisée megane idol ("idole à lunettes"). Elle fait partie du label TNX du producteur Tsunku depuis 2005, et a été membre du groupe Gyaruru en 2007.

## Discographie

### Singles
- 2006 : Sentimental Generation (せんちめんたる じぇねれ～しょん?) (Thème de l'anime School Rumble)
- 2006 : Sora Kara: Cry for Help! (宇宙から～Cry for Help!～?)
- 2006 : I'm a lady: Jirettai Watashi (I'm a lady～じれったい私～?)
- 2007 : Aiyai Aiyai! (愛ヤイ 愛ヤイ!?)
- 2007 : Tawawa Natsu Bikini (Tawawa　夏ビキニ?, Tokito Ami with The Possible)

### Albums
- 2006 : Sanagi no Bus Love (①さなぎのバスローブ?)
- 2006 : Suki Desu... (②好きです…。?)
- 2007 : Tokitō Ami! Best (時東ぁみ! ベスト第1巻?) (best of)